# Borovnica (Eslovênia)
Borovnica (em alemão:  Franzdorf) é um município da Eslovênia. A sede do município fica na localidade de mesmo nome.